# Bomba (Libia)
 Bomba (in arabo البمبة‎?, Al-Bomba} è un centro abitato della Libia, nella regione della Cirenaica, tra le città di Derna e Tobruch.

## Storia
Lo storico greco Erodoto disse che a metà del VII secolo a.C. un gruppo di greci provenienti da Thera (attuale Santorini) sbarcarono nel Golfo di Bomba e, dopo esservi rimasti per anni, si trasferirono poi nel luogo in cui fondarono Cirene. Secondo un antico mito, Batto I di Cirene si trasferì in Libia, su consiglio degli dei, sbarcando nel Golfo di Timimi (lo stesso Golfo di Bomba), per poi spostarsi poi verso ovest e fondare Cirene.